# Linia kolejowa 110 Debrecen – Mátészalka
Linia kolejowa Debrecen – Mátészalka – drugorzędna linia kolejowa na Węgrzech. Jest to linia jednotorowa, nie zelektryfikowana.

## Historia
Linia została oddana w dniu 29 lipca 1911 roku.